# Hitman: Contracts
『Hitman: Contracts』（ヒットマン：コントラクト）は、IO Interactiveより2004年4月20日に発売されたステルス性重視のサードパーソン・シューティングゲームである。『Hitman2: Silent Assassin』の続編でHITMANシリーズの第3作目。販売はアイドスが担当し、ウィンドウズ（PC版）、PlayStation 2、Xboxでリリースされた。2009年4月現在で約200万本のセールスを記録した。また、2013年1月には『Hitman HD Trilogy』として、前作の『Hitman2: Silent Assassin』と続編の『Hitman: Blood Money』が同梱されたHDリマスターバージョンがXbox 360とPlayStation 3で発売されている。Windows版はSteamのオンライン配信サービスでも再販された。
日本語版は2004年10月14日に、PC、Xbox、PlayStation 2のプラットフォームでリリースされた。
プレーヤーは、秘密機関ICAに所属する暗殺者エージェント47を操作し、組織より依頼された暗殺任務を行っていく。任務の達成方法は複数用意されており、どのように達成するかがプレーヤーに委ねられている特徴がある。また、本作は前作『Hitman2』のストーリー上の続きであると同時に、シリーズ第1作『Hitman: Codename 47』の部分的なリメイク作でもある。

## ゲーム内容
『Hitman：Contracts』は三人称視点のミッションベースのゲームであり、プレーヤーは、主人公の暗殺者「エージェント47」を操作し、各ステージの目標（標的の暗殺）の達成を目指す。本作の特徴は、前作と同じようにどのような方法でミッションをクリアするかがプレーヤーに委ねられている点であり、様々な手段が用意されている。ゲームとしてはステルス（隠密）とサイレントキルが推奨されているが、包丁から拳銃、アサルトライフル、ベルト式機関銃と幅広い武器が用意されており、より派手で暴力的な手段で攻略することも可能である。銃撃や絞殺などの直接的な殺害手段以外にも、ステージによっては毒殺やサウナ内に閉じ込めての熱による心臓発作のような事故に見せかけた殺人など、プレーヤーがより巧妙な方法で暗殺できる方法が用意されている。また、ステージ内の武器は持ち帰ることができ、その場合は次ステージ以降のデフォルト武器として使用することも可能である。
ステージのクリア後は、いくつかの要素に基づき、プレイ内容を評価される。重要な指標は銃撃数、殺したNPCの数（さらに民間人か武装した敵かで分かれる）、警備員や敵による警戒回数である。最も低いランクは「Mass Murderer（大量殺人者）」であり、まったく隠れることなく、大量のNPCを殺害した場合に与えられる。最高ランクは「サイレントアサシン」であり、警備や敵に1度も見つかることがなく、死体や昏倒させた者が発見されず、標的のみ殺害してミッションを終えた場合に獲得できる。
シリーズの特徴である変装システムも維持されており、プレーヤーは、マップに配置されたアイテムか、気絶または殺害した男性NPCからその服を奪って変装することが可能である。プレーヤーは変装の種類に応じて立ち入りが制限されたエリアに入ることが可能となる。ただし、問題がない服装であっても後述のように警戒ゲージが上昇することがあり、一定の割合を超えると変装がバレて役に立たなくなってしまう。また、特定の服装の場合、それを見破ることができるNPCが配置されている場合もある（例えばボスの取引相手に化けた時、敵組織の下級構成員は騙せても、取引相手の顔を知っているであろうボスの側近には顔を見られると変装がバレてしまうなど）。
警戒ゲージのシステムも前作から引き継がれており、不自然な行動（走ったり、ピッキングを見られるなど）を取ったり、立ち入り禁止区域に侵入しているのがバレてしまうと警戒度が上昇し、一定レベルを超えると敵や警備員から攻撃を受ける。例えば民間人に変装中に銃器を持っているのを見られた場合に警戒度が上がり、逆に警備員に変装中に同じステージ内では警備員は全員ショットガンを持っているのに手ぶらだと、この場合も警戒度が上がる。また、死体や気絶させたNPCが発見された場合にも警戒度が上がり、気絶者に姿を見られていた場合には警察ないし警備に身柄を手配されてしまう。また、その服を奪って変装している場合にも、その変装が無効化され、ただちに正体がバレてしまう。
本作のストーリーは、今までの作品と違い変則的である。前作までに見られた一貫したストーリーはなく、全体を通しての黒幕の暗躍もない。各ステージの時系列は47の回想という形を取るためにバラバラであり、特に後半のステージは第1作のリメイクとなっている。そのため、HITMANシリーズにおけるストーリーラインを考える上で特筆すべき点は少なく、前作までと直接的な繋がりは持たない。ただし、現行のパリの出来事は次作『Blood Money』の布石となっており、本作中で任務内容を知ることができるオペラ座でのミッションは、『Blood Money』でプレイ可能である。

## プロット
暗殺を請け負う国際的な秘密機関ICAに所属する伝説的な暗殺者であるエージェント47は、パリでの任務中に何者かに拳銃で撃たれ、重傷を負ってホテルの部屋へと戻ってくる。朦朧とした意識の中で、47が過去に行ってきた任務（その中には第1作『Hitman: Codename 47』のものが含まれている）がフラッシュバックしていくという形で各ステージが展開されていく。
最初の回想は第1作が終わった直後のエピソードであり、生みの親であるオルトマイヤーの殺害直後から始まる。オルトマイヤーの秘密研究所であったルーマニアの病院は特殊部隊に包囲されており、47はここからの脱出に挑む。その後は、ある資産家の娘を誘拐して猟奇殺人を起こした食肉加工業の大物親子の暗殺や、旧ソ連の原子力潜水艦から核爆弾を手に入れて売ろうとしている将軍やその買い手の武器商人の暗殺などが展開される。また、後半では47の誕生に関わるリー・ホンや、フランツ・フックスの暗殺の回想が行われる（これらが第1作のリメイクステージ）。
これら回想が展開していく中で、現在時間軸ではICAが手配した医者が47の部屋を訪れ、彼の治療を行っていく。しかし、治療が完了しないうちに国家憲兵隊治安介入部隊（GIGN）によってホテルが包囲されてしまい、医者は治療を放棄しての逃亡を余儀なくされる。そして、もう間もなくしてGIGNの特殊部隊が踏み込んでくるだろうというタイミングで47は身体を動かせるようになり、本作の最終エピソードが開始され、パリでの任務のあらまし、状況がプレーヤーにわかるようになる。
今回の47の任務は東ヨーロッパでの大規模な児童売春組織に関わっている3人の要人の暗殺であった。オペラ座でその内の2人を暗殺するが（この暗殺劇は続編の『Hitman: Blood Money』でプレイできる）、残る1人がGIGNの監察官を務めるアルバート・フルニエであり、GIGNの突入も彼の差し金であった。部屋の中に催涙ガスが投げ込まれ、絶体絶命の危機の中で47はホテルから脱出を果たし、現場に来ていたフルニエを暗殺して任務を達成しながら、その場を去る。
エピローグ。シャルル・ド・ゴール空港から飛行機に乗った47に対し、ダイアナが直接コンタクトを取ってくる（ただし、顔は見えない）。彼女は今回の事態を謝罪し、実はICAの敵対組織が介入してきて、無関係の47が巻き込まれたことを明かして物語は終わる。

## 登場人物
ゲームは国際的な暗殺請負機関「ICA（The International Contract Agency）」に所属する暗殺者エージェント47を操作するという形で進む。
エージェント47
ICAに所属する伝説的な暗殺者。本作ではパリでの任務中に何者かに襲われ重傷を負う。意識が朦朧とする中で、過去に行ってきた暗殺の数々がフラッシュバックするという形で物語が進行していく。
ダイアナ・バーンウッド
ICAの女性構成員。エージェント47の専任のオペレーター（ハンドラー）。基本的に声だけの存在であったがエピローグにおいて直接登場し（ただし顔は見えない）、今回47が襲われた原因がICAの対立組織によるものだと伝えた上で謝罪する。
エージェント・スミス
CIAの諜報部員。基本的にいつも任務で失敗し、どこかに拘束されている。本作では第1作のリメイクステージに登場し、赤龍会に囚われている（そのため、47と始めて出会ったことになっている）。

## 評価
本作はほぼ肯定的な評価を受け、ゲームプレイ要素、グラフィック、サウンドトラック、ダークなトーンといった雰囲気などが称賛された。一方では、前作の親しみやすさが失われたことや、ゲームシステムに大きな変更点や追加点がないことが批判の対象ともされた。